# عمادشهر
عمادشهر شهری که مرکز بخش صحرای باغ شهرستان لارستان در جنوب استان فارس ایران می‌باشد.

## موقعیت جغرافیایی
شهر عمادشهر با مساحت ۲۴۴ هکتاری در قسمت جنوبی شهرستان لار واقع شده است. عمادده که در بهمن ۱۳۹۰ به شهر تبدیل شده است مرکز بخش صحرای باغ از بخش‌های شهرستان لار واقع در استان فارس از لحاظ موقعیت در ۰۶ ۲۷ ۲۷ درجه عرض شمالی و ۳۱ ۵۳ ۵۳ درجه طول شرقی واقع شده است. از لحاظ موقعیت عمومی در جنوب غربی دشت صحرای باغ و در مجاورت دامنه شمالی ارتفاعات گاوبست از رشته کوه‌های زاگرس جنوبی قرار دارد.
این رشته کوه مرز میان استان فارس و استان هرمزگان می‌باشد. بخش عمادده مرکز بخش می‌باشد که در سال ۱۳۸۴ بانتزاع دهستان عمادده از بخش بیرم، دهستان باغ از بخش مرکزی لار و روستای دیده‌بان از بخش گراش و تلفیق آنها، بخش فوق تأسیس گردید. فاصله آن تا مرکز شهرستان (لار) قریب به ۹۵ کیلومتر و تا مرکز استان (شیراز) ۴۳۱ کیلومتر می‌باشد.

### حوزه نفوذ عمادشهر
بر اساس نقشه تقسیمات سیاسی، روستاهای تحت حوزه نفوذ عمادشهر در فاصله‌های نزدیک از شهر قرار دارد. بر اساس تقسیمات سیاسی سرشماری نفوس و مسکن سال ۱۳۹۰، روستاهای آب گویی، استاس، تل کشی، چاه ریگی، دیده‌بان، کرده شیخ و گاوبست در دهستان عمادده واقع شده‌اند.

### جمعیت
جمعیت این شهر بر پایه سرشماری سال ۱۳۹۵ برابر با ۴٬۲۳۵ تن و شامل ۱۰۱۶ خانوار است.

## اقلیم و بستر طبیعی
دشت صحرای باغ که در ۵ کیلومتری جنوب غربی لار واقع شده، جزو حوضه آبریز مندسفلی و دارای ۱۴۷۲ کیلومتر مربع وسعت می‌باشد که از این مقدار ۵۴۹ کیلومتر مربع دشت و بقیه را ارتفاعات تشکیل می‌دهند.. میانگین بارندگی سالانه آن ۱۵۰ میلی‌متر و حداکثر دما ۵۱ درجه سانتی گراد و حداقل آن -۱ درجه سانتی گراد است.
عمق برخورد به آب زیرزمینی، از غرب به شرق زیاد شده و شیب عمومی دشت، شرقی- غربی است و با جریانات فرعی جنوبی - شمالی دشت به هم پیوسته و مسیل اصلی را در انتهای دشت تشکیل می‌دهند. این مسیل در جنوب دیده‌بان، از آخرین نقطه دشت عبور کرده و به مسیل فداغ می‌پیوندد. اب‌های زیر زمینی از همین حالت تبعیت کرده و شیب عمومی آن‌ها نیز شرقی - غربی می‌باشد.

## پیشینهٔ تاریخی
در دوران بسیار دور نام این شهر «آستاس» یا «استاس» بودهاست بوده است.
در قرن هفتم هجری قمری یکی از علماء شریعت بنام «شیخ عمادالدین انصاری» ملقب به (عماد الدین) در معیت شاه سیف‌الله قتال از عرفای بنام در این روستا «استاس» سکنا می‌گزیند و چونعمده رونق و آبادانی این روستا به جهت تلاش‌ها و کوشش‌های وی بوده است کم کمک نام "ده عمادالدین " یا ده عماد یا "عمادده" جایگزین نام "استاس" می‌شود. عماد القریه "معرب"عمادده"از نام‌های دیگر این محل بوده است. در روایتی دیگر آن را بدین جهت عمادده گفته‌اند، چون این روستا از روستاهای دیگر بزرگ تر بوده است. در گویش محلی این شهر «مَیدِه»Maideh نامیده می‌شود. اکنون در نزدیکی این شهر، روستای کوچکی با همین نام استاس وجود دارد که البته با محل استاس باستانی کیلومترها فاصله دارد.
مراحل و روند گسترش
بر اساس برداشت میدانی و مصاحبه با شورا، عمادشهر دارای یک هسته اولیه و پنج مرحله گسترش می‌باشد. هسته اولیه شهر در شمال غرب شهر شکل گرفته است. مرحله اول :شمال شرق، شرق و جنوب شرق هسته اولیه شکل گرفته است. مرحله دوم: در شرق، جنوب شرق و جنوب مرحله اول شکل گرفته است. مرحله سوم: در مرکز و شمال غرب شهر شکل گرفته است. مرحله چهارم: در شمال، شرق و مرکز شهر شکل گرفته است. مرحله پنجم: گشترش در شمال شرق، جنوب شرق و جنوب شهر شکل گرفته است.

## بناهای تاریخی و طبیعی
از بناهای تاریخی که در شهر عمادشهر بر جای مانده است، می‌توان از بارگاه سید ابوالفضل شاه سیف‌الله قتّال از بزرگان قرن هفتم هجری قمری نام برد.
آرامگاه سید محمد عمر سیف‌الله القتال در این روستا واقع است.
غار بن وو
در نزدیکی عمادشهر غاری کهن با عجایب بسیار وجود دارد، این غار به نام «بن وو» دارای کتبیه‌هایی به زبان سانسکریت است و چهارطاقی‌هایی مربوط به دوران ساسانیان در نزدیکی آن قرار دارد
این غار از لحاظ اکوتوریسم و ژئوتوریسم یکی از مناطق بی‌نظیر ایران و با وسعتی قریب به ۳۰۰۰ متر مربع و با ارتفاعی نزدیک به ۵۰ متر در دل کوه گاوبست از رشته کوه‌های زاگرس جنوبی واقع شده است.
این غار از شگفتی‌های طبیعت در این قسمت از کشور پهناور ایران است. دربارهٔ نام این غار شگفت‌انگیز اقوال مختلفی وجود دارد از آن جمله عده‌ای بر این عقیده‌اند که نام اصلی آن داد بنیاد (محلی که برای دادخواهی) است و گروهی دیگر نیز نام آن را بن وو که ریشه لغوی آن در زبان محلی تقریباً شیبه داد بنیاد است، می‌دانند.
آثار به جای مانده در این محل حکایت از آن دارد که این غار قرن‌ها پیش از ورود اسلام، محل سکونت قبایلی بوده است که با آمدن اسلام به جاهای دیگر خارج از ایران کوچ کرده‌اند.
در این غار بیش از ۲۴ حوض جهت جمع‌آوری آبی که در طول سال از سقف غار به صورت قطره‌های ممتد می‌چکد، توسط ساکنان اولیه آن ساخته شده است که در حال حاضر تقریباً ۱۵ عدد آن سالم مانده و به روال گذشته عشایر ساکن در این محل از آبهای جمع‌آوری شده استفاده‌های فراوان می‌برند.
کناره‌های دیوار غار ۱۲ حوضچه آب تقریباً به ابعاد۵ در ۳ و در راستای جنوبی ۷ حوضچه به ابعاد ۵ در ۴ متر وجود دارد که در ضلع غربی آن ۴ پلکان با خیز ۳۰ سانتی‌متر ساخته شده است. از عجایب دیگر این غار این است که چشمه آب شیرین آن در تمام فصول سال چه در سال‌های پرباران و چه در خشکسالی جاری است. در بخش‌هایی از دیواره‌های اطراف غار نیز نوشته‌هایی به خط عبری دیده می‌شود. درون غار هوای خنک و مرطوب جریان دارد. کف غار ناهموار است و شیب آن به سمت دهانه غار است. پیمایش این غار نیاز به ابزار فنی ندارد و بهترین زمان بازدید از آن فصل بهار است. غار بنوو با شماره ۳۰۱۱۹ در فهرست آثار ملی ایران به ثبت رسید.
قلعه قلات
قلعه قلات و همچنین سنگ نوشته‌هایی که گویا از مقابر قدیمی به دست آمده است.

## عمادشهری‌های خارج از کشور
تعداد عمادشهری‌های خارج از کشور در حدود ۸۰۰۰/ هشت هزار نفر می‌باشد که با خانواده در آنجا زندگی می‌کنند. بیشتر این افراد در کشورهای حوزه خلیج فارس اسکان یافته‌اند و تعدادی نیز در کشورهای، دانمارک انگلستان، استرالیا، آمریکا و سایر کشورها اقامت دارند.

## نگارخانه

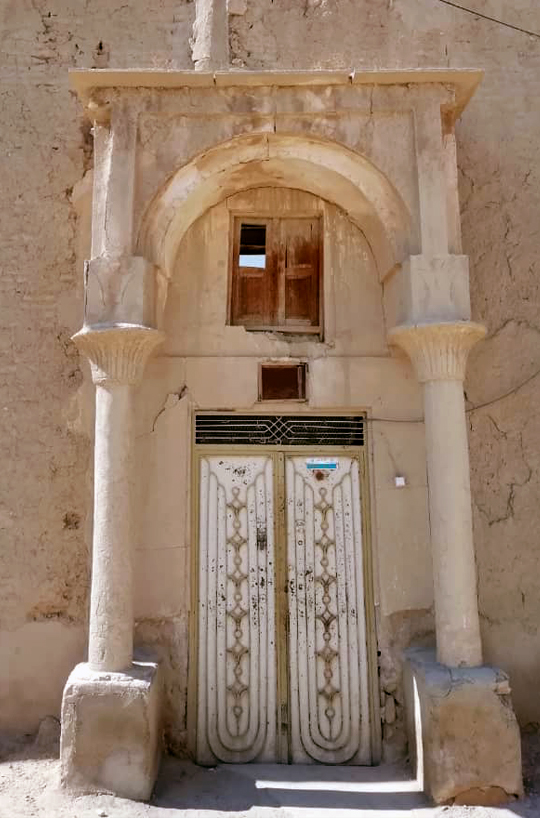
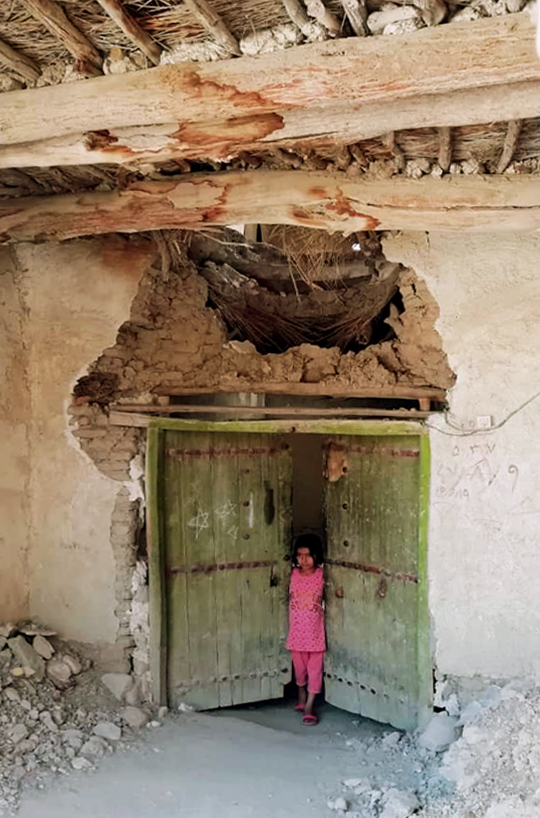
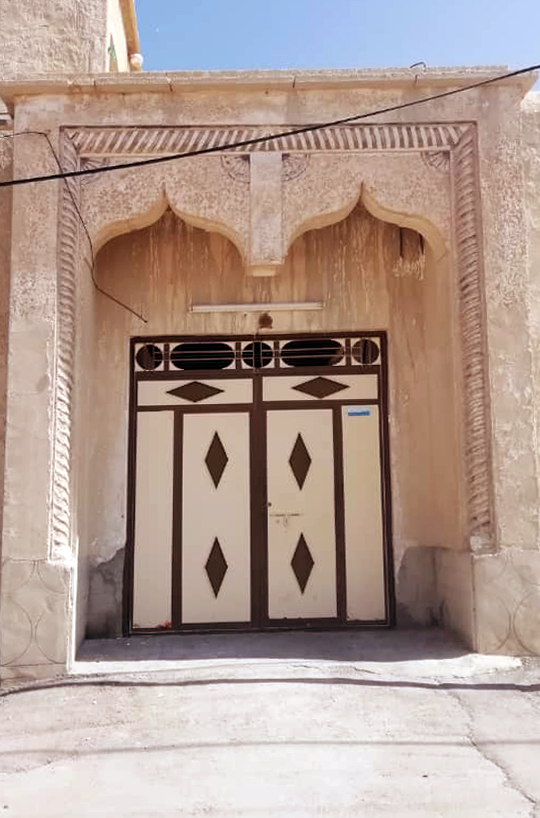

- پرونده:Emadshahr - 02.jpg